# 楽天コミュニケーションズ
楽天コミュニケーションズ株式会社 （らくてんコミュニケーションズ、英: Rakuten Communications Corp.） は、日本の電気通信事業者の一つである。楽天グループに属する。

## 概要
元々は「フュージョン・コミュニケーションズ株式会社」として2000年3月13日に日商エレクトロニクスの100%出資により資本金1億円で設立された。2000年8月に資本金4億円に増資し、古河電気工業とNTTデータが資本参加した。2003年にパワードコムからの出資を受け同社傘下となったが、2005年12月31日付でパワードコムとKDDIの合併に伴い、親会社が東京電力へ移行した。
2005年10月、イー・アクセスによる買収交渉が打ち切られ、その後はソフトバンクグループやUSENグループによる買収が報じられるなど、先行きは不透明感が漂っていたが、2007年6月19日に、楽天がグループ会社を通じて東京電力の持つフュージョン社株式を取得することが発表された。
2009年4月15日に、ウィルコムMVNOでPHS事業に参入。法人向け固定回線とのFMCサービス「楽天モバイル for Business」の提供を開始した。
2012年10月4日からは、データ通信の高速化に対応するため、丸紅無線通信と共同で、NTTドコモのXi(LTE)とFOMAのMVNOサービスである、楽天ブロードバンドLTEの提供を開始した。
2015年12月1日付けで、商号を「フュージョン・コミュニケーションズ株式会社」から「楽天コミュニケーションズ株式会社」に変更した。

## 事業内容
IP電話、中継電話などの電話サービス、MVNO、インターネット接続サービスの「楽天ブロードバンドプレミアム（旧・FUSION GOL）」 などの通信事業を行っている。かつては、パワードコムから譲受したマイラインの『東京電話』なども行っていた。
市内局から電話機までは公衆網を、交換設備にVoIPを用いるIP電話技術で、日本全国3分20円で通話を接続する電話サービスが主で、マイライン開始当時は話題になった。中小法人向け市場においては050型IP電話の「IP電話サービス（旧・FUSION IP-Phone）」が一定の支持を受けている。旧ウィルコムMVNOで「FUSION IP-Phone PHS プラン（旧・楽天モバイル for Business）」サービスを提供している。
TTNetの東京電話サービス開始前後に間違い電話が多発し、電話資材卸売業を営んでおり、現在は清算済みである「東京電話株式会社」と、電話代理店である「株式会社東京電話サービスセンター」は当社と関係を有さない。

### SMARTalk
2013年からスマートフォンからも利用可能な050番号の「SMARTalk（開始当初のサービス名はIP-Phone SMART）」をアプリ版と共に提供していた。
2019年に同事業は楽天モバイルに継承された。
2020年10月8日から本サービスの新規申し込みを無期限で停止した。また決済手段がクレジットカードと楽天銀行およびスルガ銀行が発行したデビットカードに限り認められていたが、契約者に連絡されることなくクレジットカードまたは楽天銀行発行のデビットカードのみに変更されている。これはSURUGA VISAデビットカードのBIN（Bank Identification Number, 銀行識別番号）によるものである。この対応は楽天モバイルでも同様で、周知がないまま強制的に変更になっている。
2025年2月28日にサービス終了。

## 沿革
- 2000年
  - 3月13日 - 日商エレクトロニクスの100%出資により資本金1億円で、フュージョン・コミュニケーションズ株式会社を設立。
  - 7月27日 - 第一種電気通信事業許可を取得[6]
  - 8月28日 - 資本金を4億円に増資し、日商エレクトロニクスから古河電気工業およびNTTデータの2社へ株式譲渡する形で両社が資本参加[7]。
  - 11月20日 - 資本金を16億円に増資。増資後の出資比率は日商エレクトロニクス 54.8%、古河電気工業 20%、ITX 15%、日商岩井 5%、NTTデータ 3%、経営陣 2.2%[8]。
- 2001年
  - 1月10日 - 市外電話料金「全国一律・24時間　3分20円」を発表[9]。
  - 4月2日 - 資本金を51億円に増資。増資後の出資比率は日商エレクトロニクス 41.77%、古河電気工業 15.67%、ITX 12.67%、日商岩井 5.67%、日興プリンシパル・インベストメンツ 3.33%、アンリツ 3.33%、その他 17.56%[10]。
  - 10月2日 - 資本金を71億円に増資。増資後の出資比率は日商エレクトロニクス 43.9%、古河電気工業 15.2%、ITX 10.8%、日商岩井 4.9%、日興プリンシパル・インベストメンツ 2.8%、アンリツ 2.8%、その他 19.6%[11]。
  - 12月20日 - IP-VPN商用サービス提供開始[12]。
- 2002年3月28日 - 資本金を96億円に増資。増資後の出資比率は日商エレクトロニクス 47.1%、古河電気工業 15.9%、ITX 12.2%、日興プリンシパル・インベストメンツ 3.3%、アンリツ 2.4%、その他 19.1%[13]。
- 2003年
  - 2月1日 - エクソダス・コミュニケーションズからグローバルオンラインジャパンを買収し、事業子会社のフュージョン・ネットワークサービス株式会社においてFUSION GOLとしてISP事業を開始する[14]。
  - 10月31日 - パワードコムからの5億円の出資等により資本金を105億7,500万円に増資。増資後の出資比率は日商エレクトロニクス 46.00%、古河電気工業 14.25%、ITX 10.95%、日興プリンシパル・インベストメンツ 2.98%、ジャフコ 2.98%、パワードコム 2.71%、その他 20.13%[15]。
- 2004年7月1日 - パワードコムの「東京電話」事業を譲り受けて統合する。統合後の資本金は109億5,500万円で、出資比率はパワードコム 54.27%、日商エレクトロニクス 21.62%、古河電気工業 6.70%、その他 17.41%[16]。
- 2005年12月31日 - パワードコムとKDDIの合併に伴い、パワードコムが保有する54.27%の株式を、パワードコムの親会社である東京電力へ譲渡する[17]。KDDIの事業との重複が大きく統合効果が見込めず、KDDIは子会社化を望まなかった。
- 2006年
  - 11月23日 - 創業者の角田忠久が代表取締役社長を退任し、東京電力出身の大島悦郎が就任する[18]。
  - 12月1日 - 「東京電話」事業の新規申込の受付を停止する[19]。
- 2007年
  - 1月15日 - Skypeを用いる通話サービス「フュージョンでSkype」を開始する[20]。
  - 7月31日 - 東京電力が保有するフュージョン・コミュニケーションズの54.27%の全株式(10万6,527株)を、楽天が子会社の楽天メディア・インベストメントを通じて6億7,300万円で取得し、楽天の傘下となる[21][22]。
  - 8月10日 - 大島悦郎が代表取締役社長を退任し、楽天株式会社の会長兼社長である三木谷浩史が就任する[23]。
  - 11月1日 - 三木谷浩史が代表取締役会長に就任し、楽天株式会社の島田亨が代表取締役社長に就任する[24]。
- 2008年3月24日 - 「FUSION GOL」のネットワークを活用した通信サービス「楽天ブロードバンド」を開始する。
- 2009年
  - 4月15日 - 「楽天モバイル for Business」サービスを開始する[25]。
  - 9月1日 - 子会社のフュージョン・ネットワークサービス株式会社及びティー・ティー・ネット・サービス株式会社の2社を吸収して合併する[26]。
- 2010年
  - 3月26日 - 資本金を109億5,500万円から14億100万円に減資する。
  - 4月21日 - Asterisk接続に正式に対応する[27]。
  - 5月28日 - 島田亨が代表取締役社長を退任し、楽天株式会社の相木孝仁が就任する[28]。
- 2011年
  - 5月17日 - 丸紅株式会社を引き受け先とする第三者割当増資を実行し資本金は20億円となる。増資後の出資比率は楽天 50.03%、丸紅 33.34%、日商エレクトロニクス 13.05%[29][30][31]。
  - 6月27日 - 丸紅出身の有田大助が代表取締役副社長に就任する[32]。
- 2012年6月25日 -池口正剛が代表取締役副社長に就任する[33]。
- 2013年
  - 6月13日 - スマートフォン向け月額基本料0円のIP電話サービスIP-Phone SMARTの公式アプリ「SMARTalk」の提供を開始する[34]。
  - 6月25日 - 三木谷浩史代表取締役会長が代表権を返上して取締役会長を退任する[35]。
  - 12月5日 - 格安電話サービス「楽天でんわ」サービスを開始する[36]。
- 2014年
  - 1月1日 - 三洋ITソリューションズからSANNET事業を譲受する[37]。
  - 2月1日 - 丸紅出身の有田大助が代表取締役を退任、相木孝仁が代表取締役会長に就任し、後継の社長に池口正剛が就任する[38]。
  - 3月27日 - 丸紅出身の株本幸二が代表取締役を就任する[39]。
- 2015年
  - 3月13日 - 平井康文が代表取締役会長に就任する[40][41]。
  - 6月30日 - 丸紅が出資と役員を引き揚げて経営から撤退する。
  - 12月1日 - 商号を楽天コミュニケーションズ株式会社に変更し、本社を千代田区九段南から世田谷区二子玉川ライズの新社屋「楽天クリムゾンハウス」へ11月上旬より順次移動を開始[42][注 3] する。楽天モバイル事業は同日付で親会社の楽天へ譲渡[43]。
- 2019年4月1日 - 楽天グループの再編により楽天コミュニケーションズ株式会社の株式が楽天株式会社から楽天モバイル株式会社（同日付で楽天モバイルネットワーク株式会社より商号変更）に継承される[44]。
- 2020年3月25日 - 金子昌義が代表取締役社長に就任する[45]。

## 識別番号
事業者識別番号は0037・0038・0081・0082（0081・0082は東京電話の識別番号）。